# (31438) Yasuhitohayashi
(31438) Yasuhitohayashi est un astéroïde de la ceinture principale.

## Description
(31438) Yasuhitohayashi est un astéroïde de la ceinture principale. Il fut découvert le 16 janvier 1999 à Socorro (Nouveau-Mexique) par le projet LINEAR. Il présente une orbite caractérisée par un demi-grand axe de 2,35 UA, une excentricité de 0,18 et une inclinaison de 3,1° par rapport à l'écliptique.

## Compléments